# Estergomska stolnica
Esztergomska stolnica' (madžarsko Esztergomi bazilika) znana tudi kot Stolnica Vnebovzetje Blažene Device Marije in sv. Adalberta (madžarsko Nagyboldogasszony és Szent Adalbert prímási főszékesegyház), je cerkvena bazilika v Esztergomu na Madžarskem, matična cerkev nadškofije Esztergom-Budimpešta in sedež katoliške cerkve na Madžarskem. Posvečena je Marijinemu vnebovzetju in svetemu Adalbertu.
Je največja cerkev na Madžarskem. Njena notranja površina je 5600 m². Dolga je 118 m in široka 49 m. Ima odmevni čas več kot 9 sekund. Njena kupola, ki tvori polkroglo, je na sredini in ima 12 oken. V notranjosti je visoka 71,5 m (kar jo uvršča med najvišje kupole na svetu), s premerom 33,5 m, zunaj pa je visoka 100 m, ima 400 stopnic šteto od kripte.
Ogromna kripta, zgrajena v staroegipčanskem slogu leta 1831, je danes počivališče pokojnih nadškofov, med drugim Józsefa Mindszentyja, znanega po svojem nasprotovanju tako nacistični kot komunistični vladavini.

## Zgodovina
Sedanja cerkev je zgrajena na Grajskem griču na temeljih več prejšnjih cerkva. Prvo med njimi, cerkev svetega Adalberta, je zgradil Štefan I. Ogrski med letoma 1001 in 1010, da bi služila kot prva madžarska stolnica. Po požaru leta 1180 je bila obnovljena, nato pa je preživela mongolsko invazijo na Madžarsko. Toda leta 1304 je Venčeslav III. Češki, verjetni kandidat za ogrski prestol, grad in cerkev oplenil. V naslednjih letih je bila popravljena. Nadškofje iz 14. in 15. stoletja so cerkev naredili bolj okrašeno in dodali ogromno knjižnico, drugo najpomembnejšo v državi. Leta 1543, potem ko so jo Osmani med vrsto vojn s habsburško monarhijo zavzeli, je bilo svetišče stolnice porušeno, preostali del stavbe pa uporabljen kot mošeja.
Leta 1820 je bila nadškofija obnovljena in nadškof Sándor Rudnay se je odločil, da Esztergomu povrne status matične cerkve v državi. Temeljni kamen današnje stolnice je bil položen 23. aprila 1822, na god sv. Adalberta.
Pod nadškofom Jánosom Scitovszkym je bila zgornja cerkev dokončana in posvečena 31. avgusta 1856 v navzočnosti cesarja Franca Jožefa. Na slovesnosti posvetitve leta 1856 je bila premiera Missa solennis zur Einweihung der Basilika in Gran (Velika maša), ki jo je zložil in dirigiral Franz Liszt, nastopil pa je tudi organist Alexander Winterberger. Delo je naročil nadškof.
Med drugo svetovno vojno sta bila stebrišče in kupola poškodovana zaradi bombardiranja.
Cerkev hrani relikvije katoliškega mučenca in svetnika Marka Križina, hrvaškega rimskokatoliškega duhovnika, profesorja teologije in misijonarja.
Obsežna prenova bazilike se je začela leta 2019 in se bo predvidoma nadaljevala do leta 2025. Dela na glavnem vhodu so bila končana leta 2020. Uporabljena je bila posebna metoda gradbenih odrov, da ne bi ovirali bogoslužja.

## Arhitektura
Arhitekt je bil Pál Kühnel, glavni izvajalec pa njegov nečak János Packh. Glavna fasada je zaradi topografije obrnjena proti vzhodu. Položen je bil temeljni kamen in dela so se začela leta 1822. Po Packhovem umoru leta 1839 je bil József Hild odgovoren za gradnjo. Leta 1846 je bil križ postavljen na kupolo. Hild je gradnjo v klasicističnem slogu dokončal leta 1869.

## Notranjost
Oltarna slika (13,5 × 6,6 metra) Girolama Michelangela Grigolettija prikazuje Vnebovzetje Blažene Device Marije. Naročil jo je nadškof József Kopácsy.
Zakladnica je v prvem nadstropju. Odprta je bila leta 1886 z namenom ohranitve in prikaza liturgičnih predmetov, ki so jih nekoč uporabljali v stolnici. Vsebuje Matijevo kalvarijo, zlati križ iz 15. stoletja za kronanjsko prisego iz obdobja Árpádovcev. Papež Janez Pavel II. je uporabljal kelih Suki za sveto mašo, ko je leta 1991 obiskal Esztergom.
Bazilika je znana tudi po kapeli Bakócz (poimenovani po Tamásu Bakóczu), ki so jo med letoma 1506–1507 zgradili italijanski mojstri iz rdečega marmorja Süttő, njene stene pa krasijo toskanski renesančni motivi. Leta 1823 so kapelo skrbno razstavili (na približno 1600 kosov) in jo premaknili 20 metrov stran od prvotne lokacije ter prizidali novi baziliki. Je najdragocenejši preostali primerek renesančne umetnosti na Madžarskem.
Dolgo stopnišče do kupole ponuja panoramski pogled na mesto.

## Orgle
Prenova in povečava orgel se je po obsežnih pripravah začela v 1980-ih in trenutno poteka. Nadzira ga István Baróti, bazilikin organist in zborovodja od leta 1975. Od leta 2008 projekt še vedno ni v celoti financiran. Orgle imajo pet manualov in do leta 2006 so imele 85 registrov delovanja od načrtovanih 146. Orgle vsebujejo največje orgelske cevi na Madžarskem, dolge približno 11 m. Najmanjša cev je 7 mm (brez noge cevi). Ko bodo dokončane, bodo tretje največje orgle v Evropi, ki bodo po obsegu in raznolikosti registrov prekašale vse orgle na Madžarskem.
V času izgradnje leta 1856 so bile orgle največje na Madžarskem z 49 stopnicami, 3530 piščali in 3 manuali. Sedanje orgle ohranjajo več stopenj instrumenta, na katerega je igral Liszt.
Za podrobne specifikacije orgel glejte članek v madžarski Wikipediji.

## Galerija
- Panorama grajskega hriba iz Štúrova na Slovaškem
- Pogled z reke Donave
- Vnebovzetje, Grigoletti
- Kapela Bakócz (1506–1507)
- Eden od lokov bazilike
- Esztergomska stolnica leta 1940
- Suki kelih